# Moritz Karlitzek
Moritz Karlitzek est un joueur allemand de volley-ball né le 12 août 1996 à Hammelburg (Allemagne). Il joue au poste de réceptionneur-attaquant.

## Palmarès

### Clubs
Championnat d'Allemagne:
- 2018

### Équipe nationale
Championnat d'Europe:
- 2017